# Théophile Wahis
Pour les articles homonymes, voir Wahis.
Le baron Théophile Wahis, né à Menin le 27 avril 1844 et mort à Schaerbeek le 26 janvier 1921, est un militaire belge. Il était un fidèle du roi Léopold II, et devient gouverneur général de l'État indépendant du Congo et du Congo belge.

## Biographie
Théophile Théodore Joseph Wahis, né à Menin le 27 avril 1844, est le fils de Théophile Wahis, officier dans l'infanterie né à Douai, et de Clotilde Delrue.
Il s’oriente très jeune vers la carrière militaire et rejoint l’École militaire en 1861 d'où il sort sous-lieutenant en 1863. Officier d'ordonnance du colonel Alfred van der Smissen, il participe à l’expédition belge au Mexique en 1864 dont le bataillon de voltigeurs combat activement les troupes républicaines de Benito Juárez. Il se distingue à la bataille de la Loma, à Nuevo-Léon et à Charco Redondo. Le 16 juillet 1865, il est cité à l'ordre de l'armée par le maréchal Bazaine, commandant du corps expéditionnaire franco-belge, pour sa vaillance lors de l'attaque à Loma. En 1869, le baron van der Smissen parlait de la « bravoure chevaleresque » du jeune sous-lieutenant Wahis.
Il revient en Belgique et reste proche de son protecteur le colonel Van der Smissen tout en servant dans les grenadiers. Il entre à l'École de guerre en 1870.
En juin 1890, il est nommé secrétaire général du département de l'Intérieur de l'État libre du Congo par le roi Léopold II. En novembre 1891, il est nommé vice-gouverneur puis, de 1892 à 1898, gouverneur général de l'État indépendant du Congo (succédant à Camille Janssen) et du Congo belge de 1908 à 1912. Il est le créateur de la Force publique formée de soldats recrutés auprès des indigènes noirs et il organise la police administrative. Il réglemente également le trafic des armes et mène campagne contre les esclavagistes Arabes aux Stanley Falls et à Basoko.

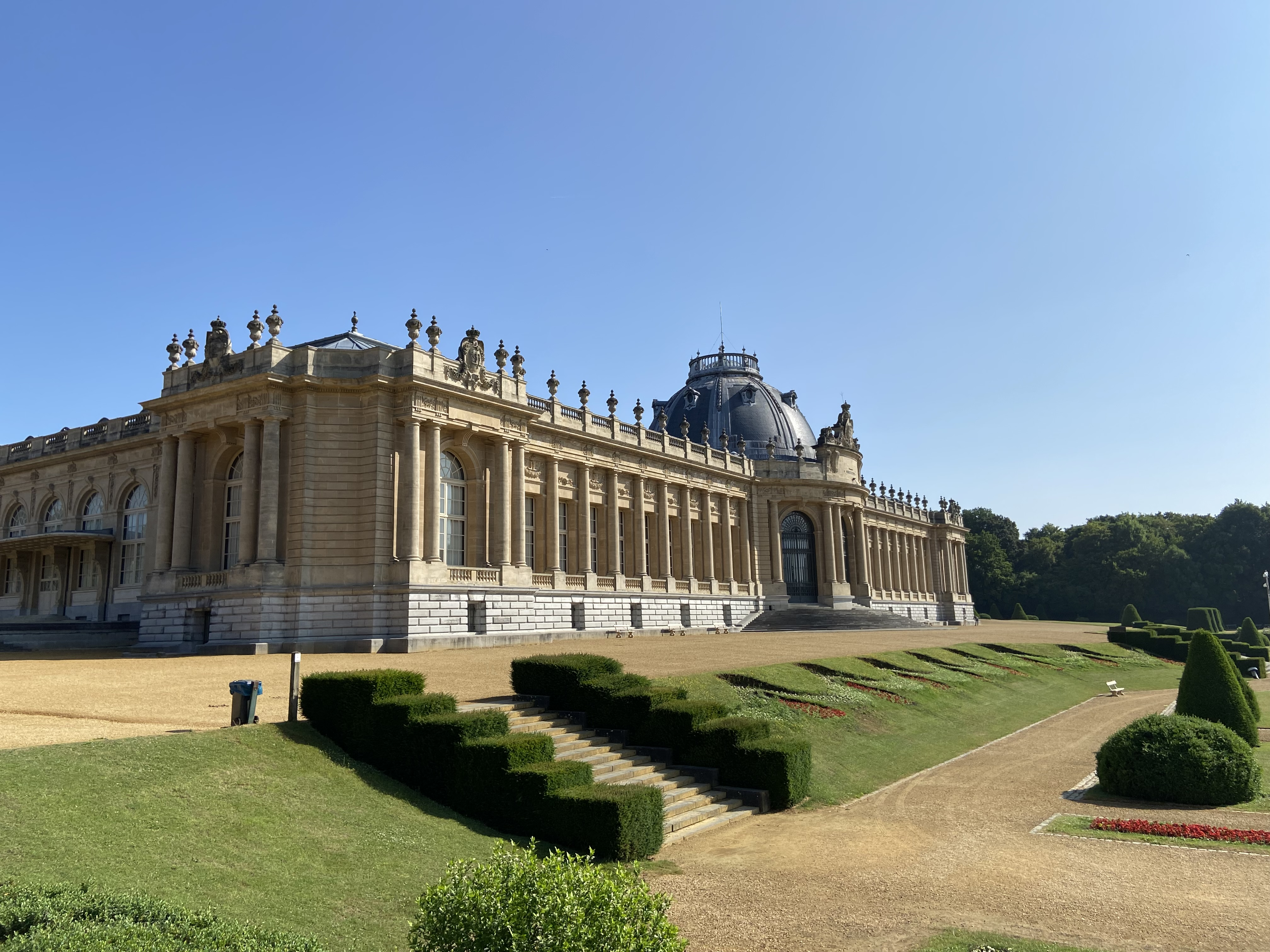
Musée royal de l'Afrique centrale de Tervuren.

En 1902, il est promu général-major puis, en décembre 1905, lieutenant-général, grade le plus élevé dans la hiérarchie militaire belge. Il prend le commandement de la 4e circonscription militaire à Namur. Le 6 janvier 1906, il devient aide de camp du roi Léopold II. Il s'occupe, notamment, de l'organisation du musée royal de l'Afrique centrale de Tervuren. Proche de Léopold II, Théophile Wahis était une personnalité imprégnée de la raison d’État et de la fidélité à son souverain.
Sa carrière militaire prend fin en juin 1909, étant admis à la pension. Il se mue en homme d'affaires avec un poste dans une entreprise des Indes néerlandaises et dans la Compagnie du Katanga au Congo.

## Honneurs et distinctions
Il est anobli avec le titre de baron en 1901 par le roi Léopold II. Il y a une « Wahisstraat » (rue Wahis) à Menin et un « boulevard général Wahis » à Schaerbeek,.
Il a reçu les distinctions suivantes :
- Grand officier de l'ordre de Léopold (Belgique);
- Grand-croix de l'ordre de la Couronne en mai 1912 (Belgique) ;
- Médaille Commémorative 1870-1871 (Belgique) ;
- Croix militaire de 1re classe (Belgique) ;
- Médaille Commémorative du règne de Léopold II (Belgique) ;
- Médaille du roi Albert (Belgique) ;
- Commandeur de l'ordre de l'Étoile Africaine (État indépendant du Congo) ;
- Étoile de Service en or (État indépendant du Congo) ;
- Grand-croix de l'ordre de la Couronne de Fer (Autriche) ;
- Grand-croix de l'ordre de l'Aigle Rouge de Prusse ;
- Grand officier de l'ordre de Saint-Benoît d'Aviz de Portugal ;
- Commandeur de l'ordre de Saint-Stanislas (Russie) ;
- Ordre de Saint-Vladimir : chevalier (Russie) ;
- Commandeur de l'ordre de l'Épée (Suède) ;
- Commandeur de l'ordre de la Croix du Takovo (Serbie) ;
- Commandeur de l'ordre de Pie IX (Vatican) ;
- Officier de la Légion d'honneur (France) ;
- Médaille de l'Expédition du Mexique (France)[9];
- Chevalier de l'ordre de Notre-Dame de Guadalupe du Mexique ;
- Médaille du Mérite Militaire du Mexique.

### Sources
- (en) Cet article est partiellement ou en totalité issu de l’article de Wikipédia en anglais intitulé « Théophile Wahis » (voir la liste des auteurs).
- (nl) Mémoire de fin d'étude de Fien Coopman :  Rôle de T. Wahis dans l'État libre du Congo
- Institut royal colonial belge, Biographie coloniale belge, tome I , 1948.